# Trichomanes goebelianum
Trichomanes goebelianum là một loài dương xỉ trong họ Hymenophyllaceae. Loài này được Giesenh. mô tả khoa học đầu tiên năm 1892.
Danh pháp khoa học của loài này chưa được làm sáng tỏ. 